# 田中宏樹 (俳優)
田中 宏樹（たなか ひろき、1983年1月11日 - ）は、日本の俳優、声優。文学座所属。岩手県出身。

## 人物
趣味･特技はスノーボード、スキー、クロスカントリー。

## 出演作品

### テレビドラマ
- ゴンゾウ 伝説の刑事（2008年、テレビ朝日）

### 映画
- テルマエ・ロマエ（声の出演）

### 舞台
2006年
- AWAKE AND SING!

2007年
- アートピアの森
- 若草物語

2008年
- AWAKE AND SING!-目覚めて歌え!-
- トムは真夜中の庭で

2010年
- メトロポリスプロジェクト〜ここは楽園〜

2011年
- ジップ・ザップ・ボーイング

2012年
- トロイラスとクレシダ
- 13700000000

2013年
- あとにさきだつうたかたの
- いま、戦争のはなし-戦争を放棄する意思-
- Glitch

2014年
- しろたへの春 契りきな
- じゃじゃ馬ならし

2015年
- 闇のうつつに 我は我かは

2016年
- トキノキズナ2016
- 想稿・銀河鉄道の夜

### テレビアニメ
2008年
- ゴルゴ13（リック）

2009年
- エグザムライ戦国（ATSUSHI）
- こんにちは アン 〜Before Green Gables（エッグマン）
- 遊☆戯☆王5D's（謎のD・ホイーラー / ブルーノ / アンチノミー）

2020年
- イエスタデイをうたって（居沢）

2024年
- 怪獣8号（街頭アナウンス、警報アナウンス）

### 劇場アニメ
- ハウルの動く城
- ゲド戦記
- コクリコ坂から（新聞部の山崎）

### ゲーム
- メタルギアソリッド ピースウォーカー（兵士）
- 遊☆戯☆王ファイブディーズ タッグフォース5（謎のD・ホイーラー）
- 遊☆戯☆王ファイブディーズ タッグフォース6（ブルーノ / アンチノミー）
- 遊戯王 デュエルリンクス（アンチノミー）

### 吹き替え
- ER XIV 緊急救命室 #9（マニー・サラザー〈ジェリー・ ザタレイン〉）
- グッド・ワイフ（イザヤ牧師）
- ザ・パシフィック（R.L.バーモン伍長）
- チャームド 〜魔女3姉妹〜
- ナース・ジャッキー3
- バトルフィールド (2015年の映画)|バトルフィールド（シャドウ・ウォーカー〈スタンリー・ウィーバー〉）
- マイファミリー・ウェディング（マーカス・ボイド〈ランス・グロス〉）
- アンダー・ザ・ドーム2（ハンター）
- アンダー・ザ・ドーム3（ハンター）
- エクスタント-インフィニティ
- アンフォゲッタブル4 完全記憶捜査
- マルプラクティス〜陰謀の処方箋〜（トム・エドワーズ〈ローン・マクファディエン〉[5]）

### ラジオドラマ
- ヤッさん（2010年 NHK 青春アドベンチャー）
- うさぎの神様（2011年 NHK FMシアター）
- 93番目のキミ（2014年 NHK 青春アドベンチャー）
- ママはがんなの（2014年 NHK FMシアター）
- ブルームーンの向こう側（2016年 NHK FMシアター）
- カムパネルラ（2018年 NHK 青春アドベンチャー）

### ラジオ朗読
- 菊池寛 満鉄外史（2019年 NHKラジオ第二 朗読）
- 武者小路実篤『友情』全20回（2021年 NHKラジオ第二 朗読）

### CM
- アサヒ飲料『十六茶』絶好調篇（2009年）